# 正光街道
正光街道是中华人民共和国贵州省铜仁市碧江区下辖的一个街道办事处。

## 行政区划
正光街道下辖以下村级行政区划单位：
正光社区、打角冲社区、三寨村、芭蕉村。